# Manuel Lapeña (obraz Goi)
Manuel Lapeña (także Manuel Lapeña, markiz de Bondad Real) – obraz olejny hiszpańskiego malarza Francisca Goi (1746–1828) należący do zbiorów Hispanic Society of America w Nowym Jorku.

## Okoliczności powstania
Manuel Lapeña Rodríguez y Ruiz de Sotillo (1762–1820) był hiszpańskim arystokratą i zawodowym wojskowym. W swojej karierze osiągnął stopień generała porucznika Armii Królewskiej i pułkownika regimentu Piechoty Gwardii Królewskiej. W 1785 został odznaczony orderem Kalatrawy, a w 1812 orderem Karola III. Nie był jednak uważany za dobrego dowódcę, miał opinię małodusznego i niezdecydowanego, a jego sukcesy przypisywano radom i inicjatywom innych. Tytuł markiza de Bondad Real, którego używał, jest podawany w wątpliwość przez historyków. Należał do bliskiego kręgu przyjaciół książąt Alba, którzy byli także mecenasami Goi. W 1799 Goya otrzymał awans na nadwornego malarza w stopniu primer pintor de cámara. Był to najowocniejszy okres w jego karierze jako portrecisty. Portret Manuela Lapeñi zamówiła u niego księżna Alba z przeznaczeniem do salonu swojego pałacu La Alameda. W 1812 w czasie napaści na pałac obraz został rozcięty w okolicy dolnego brzegu.

## Opis obrazu
Lapeña został przedstawiony w całej postaci, na świeżym powietrzu. W tle widoczne są budynki koszarów Gwardii Królewskiej w Aranjuez, a po lewej rzędy maszerujących żołnierzy, których Lapeña prawdopodobnie inspekcjonuje. Ma na sobie elegancki wojskowy mundur dowódcy batalionu Gwardii Królewskiej. Na marynarce widnieje czerwony order i krzyż Kalatrawy. Prawą rękę opiera na drewnianej lasce komendanta. Czarna marynarka i czerwona kamizelka są ozdobione srebrnymi haftami, na głowie ma wielki kapelusz, a na nogach nieskazitelne, białe, jedwabne pończochy. Na ziemi w miejscu, gdzie opiera się laska komendanta, widoczna jest inskrypcja: D. Manuel Lapeña / P. Goya, 1799.
Sztywna postać wojskowego odbiega od bardziej romantycznego stylu Goi z ostatniej dekady XVIII wieku, z wyraźnym wpływem portretu angielskiego. Możliwe, że artysta dostosował kompozycję do innych obrazów, które wisiały w salonie pałacu książąt Osuna. Skupił się na szczegółach stroju portretowanego bardziej, niż na zwykle podkreślanym charakterze postaci, być może dlatego, że nie znał dobrze swojego modela. Wydaje się niemożliwe, aby Goya drwił z dobrego przyjaciela książąt Alba, jednak spojrzenie z ukosa i niezgrabna postura podkreślają podejrzliwy i niezdecydowany charakter Lapeñi. Na tle budynków koszar widać rozwieszone na sznurkach pranie, rękawy białych koszul zdają się parodiować idealne łydki wojskowego, z drugiej strony mogą zwyczajnie oddawać realia wojskowego życia.
Na obrazie widoczne są dwa źródła światła: pierwsze oświetla postać z góry i z lewej strony, co potwierdza rzucany cień, a drugie pochodzi zza budynków w tle. Aby je zaznaczyć, Goya namalował na ramionach Lapeñi lśniące drobiny pudru, które opadły z peruki.

## Proweniencja
Obraz należał do książąt Alba, a następnie do różnych prywatnych kolekcji: Joaquína Argamasilla w Madrycie, Desparmet-Fitz Gerald, A. de Wagram, M. Montaignac i Galerie Trotti w Paryżu, Herman Eilbuth w Kopenhadze, Ehrich Galleries w Nowym Jorku. Od 1922 obraz znajduje się w zbiorach Hispanic Society of America, zakupiony przez filantropa Archera Miltona Huntingtona.